# Golden Wind
Golden Wind (яп. 黄金の風, Оґон но Кадзе), Золотий вітер — п'ята частина манґи JoJo's Bizarre Adventure авторства Хірохіко Аракі. Глави публікувалися в журналі Weekly Shonen Jump з 28 листопада 1995 по 23 березня 1999 року. Усього було випущено 155 розділів, зібраних потім у 17 томів манґи. Дія сюжету відбувається після подій Diamond Is Unbreakable та передує Stone Ocean.
Спочатку манґа була відома як JoJo's Bizarre Adventure Part 5 Giorno Giovanna: Golden Heritage (яп. ジョジョの奇妙な冒険 第5部 ジョルノ・ジョバァーナ【黄金なる遺産】, ДзьоДзьо но Кімьо: на Боːкен Дай ґо Бу Дзьоруно Дзьобаːна [Оːгон нару Ісан], Химерні пригоди ДжоДжо Частина 5 Джорно Джованна: Золотой вітер)
За мотивами манґи в 2002 році була випущена відеогра GioGio's Bizarre Adventure для ігрової приставки PlayStation 2. Також у 2018 році студія David Production розпочала випуск серій однойменного аніме серіалу, закінчивши на 39 серії.

## Сюжет
Дія відбувається в Італії у 2001 році. Джотаро Куджо відправляє до Неаполя Коїчі Хіросе, якому доручено розшукати якогось Харуно Сіобану і отримати зразок його шкіри для генетичного дослідження у фонді «Спідваґона». Сіобана виявляється ніким іншим, як Джорно Джованною, одним із позашлюбних синів Діо (який зачав сина, вже володіючи тілом Джонатана Джостара; таким чином, Джорно також став нащадком Джостарів). Представляючись таксистом, Джорно пропонує відвезти Коїчі до міста, однак, склавши багаж у салон автомобіля, їде геть. Коїчі зупиняє спробу пограбування за допомогою свого стенда, Echoes. На подив Коїчі, Джорно теж має стенд — Gold Experience, який дозволяє йому наділяти неживі предмети життєвою енергією. Далі сюжет манґи слідує за пригодами Джорно, який ставить за мету стати босом неаполітанської мафії і позбавити місто руйнівної торгівлі наркотиками. Незабаром він вступає у впливову банду «Passione» (укр. пристрасть), членами якої є інші власники стендів. Пройшовши зловісну ініціацію, Джорно потрапляє до загону Бруно Буччелаті, разом з яким незабаром отримує завдання від таємничого боса «Passione» — доставити в безпеку його єдину дочку, Уну Тріш, за якою полюють і інші загони банди, які мають намір викрити особу боса та здолати.

## Персонажі
Джорно Джованна (яп. ジョルノ・ジョバァーナ, Джьоруно  Джьоба:на)
Головний герой. Він син японки та Діо Брандо і в ранньому дитинстві переїхав до Італії. Мріє стати «гангстерською зіркою» (gangstar) і має намір припинити продаж наркотиків маленьким дітям. Його Стенд, Gold Experience, здатний давати життя неживим предметам, перетворюючи їх на тварин або частини тіла, таким чином він може «лікувати» своїх союзників. Також, вдаривши людину, він дарує їй уявне прискорення, а потім уповільнення, тому під час удару супротивник відчуває гостріший біль.
Сейю: Оно Кеншьо
Бруно Буччелаті (яп. ブローノ・ブチャラティ, Буро:но Бутяраті)
Член мафіозної банди «Passione». Після невеликої битви Джорно переконує Бруно приєднати до плану по зупинці продажу наркотиків дітям. Його Стенд, Sticky Fingers, здатний створювати блискавки (застібки) та спрямовувати їх на різні об'єкти, від стін до людей.
Сейю: Юїчі Накамура
Леоне Аббакіо (яп. レオーネ・アバッキオ, Рео:не Абаккіо)
Член банди «Passione». Він приєднується до банди відступників, щоб захистити Тріш Уну від її батька Дияволо. Його Стенд, Moody Blues, здатний відтворювати минуле будь-якої людини, перетворюючись на неї саму. При цьому Леоне може відмотувати відтворюване.
Сейю: Джюн'їчі Сувабе
Дияволо (яп. ディアボロ, Діаборо)
Головний лиходій історії. Також відомий як Бос. Ріс у священика, і пізніше вступив у злочинний синдикат «Passione». Він вирішив убезпечити себе від можливості розкриття його особи і вирішивши вбити всіх своїх кревних родичів, у тому числі й доньку — Тріш Уну, яку захищають головні герої. Його стенд King Crimson здатний відбивати свою психіку Дияволо і чітко передбачати майбутнє на 10 секунд, а також «стирати» час.
Сейю: Кацуюкі Кон'їші

## Манґа

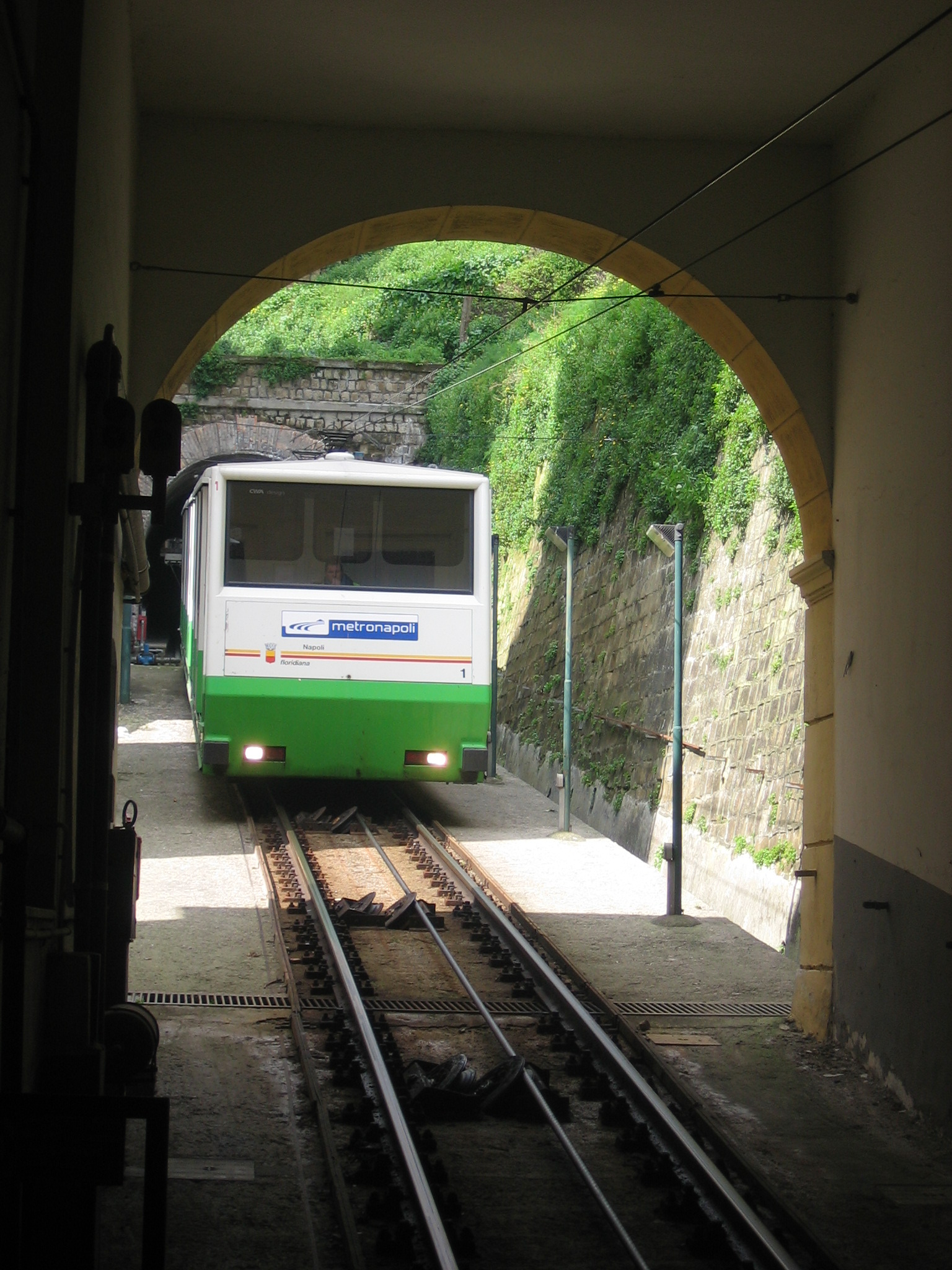
Неаполь, фунікулер. У ньому відбулася перша битва Джорно і Буччелаті.

Передумовою до створення Golden Wind стало спільне захоплення Хірохіко Аракі італійською культурою та мистецтвом, зокрема скульптурами Мікеланджело, з яких намагався змалювати пози персонажів. Автор манґи раніше не раз здійснював поїздки до Італії і черпав там своє натхнення при створенні манґи. При цьому персонажі-італійці вже раніше часто з'являлися в попередніх частинах JoJo's Bizarre Adventure. Головний герой п'ятої частини Golden Wind є першим персонажем — не прямим нащадком Джостара, проте, як і раніше, пов'язаним з ним кров'ю. Крім цього, манґака хотів надати сюжету драматичної глибини, показати, як персонажі піддаються остракізму з боку громадськості, але як і раніше не відмовляються від свого почуття справедливості. Як зауважив Аракі, у попередніх роботах він намагався уникати драматичних сцен, оскільки редактори стверджували, що у нього погано виходить їх зображати. При створенні Джорно Джованни, Аракі дотримувався принципу, що він не обов'язково має бути героєм-добродіячем, проте перед Джорно стоїть певна дилема, до вирішення якої він прагне протягом розвитку сюжету і має вирішити самотужки. Крім цього, манґака створив банду Буччелаті, що складається із ізгоїв, члени якої не пов'язані лідером, послідовниками чи братерством, тобто кожен член діє самостійно. Манґака додав, що «немає нічого прекраснішого, ніж людина, наступна своїм цілям незалежно від схвалення суспільства і навіть якщо це означає, що вона змушена стати ізгоєм». Щоб краще передати історії гангстерський дух, Аракі слухав реп-кліпи різних американських виконавців, наприклад, треки з альбому Doggystyle виконавця Snoop Dogg.
Golden Wind — це перша з частин JoJo, де Аракі відмовився від зображення потужних м'язистих тіл, як явище в манґі, що вийшло з моди в 1990-і роки. Наприклад, при створенні Джорно Джованни, манґака прагнув надати йому максимально реалістичні за мірками персонажа манґи пропорції тіла. Ідея змінити художній стиль прийшла ще під час створення Diamond Is Unbreakable, де Аракі поступово почав змінювати пропорції тіл персонажів у бік більш реалістичних. Манґака, у своїх пізніх роботах став більше надихатися фотографіями моделей, переважно жіночих, а також приділяти особливу увагу костюмам та макіяжу персонажів.
Хірохіко Аракі зауважив, що Golden Wind є найпопулярнішою частиною JoJo в Японії і одночасно свого часу ця частина була найхолодніше сприйнята на Заході. Аракі сподівається, що аніме-екранізація, якої «так довго не було», змінить ставлення до сюжету на краще.
Вперше манґа почала публікуватися в журналі Weekly Shonen Jump з 28 листопада 1995 року по 23 березня 1999 року. Усього було випущено 155 розділу, зібраних потім у 17 томів манги. Манґа публікувалася на території Тайваню китайською мовою видавництвом Tongli Publishing та Франції французькою мовою видавництвом Tonkam з квітня 2007 року по грудень 2009 року, всього було випущено 17 томів. Манґа також була перекладена італійською мовою і публікувалася в Італії, у вигляді 9 томів з 2012 по 2013.

## Медіа
За мотивами манґи 28 травня 2001 була випущена новела під назвою Le Bizzarre Avventure di GioGio II: Golden Heart/Golden Ring (яп. ジョジョの奇妙な冒険 II ゴールデンハート/ゴールデンリング), авторами виступили Ґіті Оцука та Мія Сьотаро. Згідно з сюжетом головна героїня Конігліо переїжджає до Венеції і влаштовується там на роботу як прибиральницю готелю. Вона володіє стендом, здатним зцілювати, але поки що не розуміє природу своєї сили. Коні стає свідком масового вбивства в готелі, інцидент пов'язаний з мафією «Passione», проте нападник на відвідувачів готелю починає переслідувати Коні і знає про її силу. Дівчина шукає допомоги у Джорно та його союзників. Новела була перекладена італійською мовою в 2004. Друга новела за мотивами манґи і є продовженням першої новели — Purple Haze Feedback (яп. 恥知らずのパープルヘイズ -ジョジョの奇妙な冒険より) — була випущена 16 вересня 2011 року, автором виступив Кохей Кадано. Згідно з сюжетом, дія відбувається через 6 місяців після основних подій Golden Wind, Панакота Фуго, один з головних героїв, який відвернувся від Джованни після того, як той повстав проти боса «Passione», зв'язався з Гвідо Місто, який запропонував довести його лояльність до «Passione», дізнавшись, звідки мафія видобуває наркотики. Панакота вирушає до Сицилії у пошуках відповіді.
За мотивами манґи також було випущено гру від компанії Capcom під назвою Le Bizzarre Avventure di GioGio: Vento Aureo (яп. ジョジョの奇妙な冒険 黄金の旋風, ДзьоДзьо но Кімуйо но Бо:кен О:гон но Кадзе) для PlayStation 2 в 2002. Гра слідує за основним сюжетом манґи. Ігровий тривимірний світ витриманий у стилі сел-шейдерної анімації, що імітує результат малювання вручну, для того, щоб передати картинці псевдо-стиль манґи.
Гра планувалося випустити на території Європи, проте це не вдалося зробити через назву, яка була співзвучна з іменами відомих музичних гуртів, і принципове небажання Аракі — автора манґи — йти на компроміс і змінювати імена. Компанія спочатку планувала випустити гру в Сполучених Штатах, але ніяких подальших дій не було, і дата виходу так і не була оголошена.
Також головні герої з Golden Wind з'являлися у двох відеоіграх, таких, як All Star Battle 2012 випуску і Eyes of Heaven 2014 випуску . В обох випадках Джорно Джованна та його найближчі союзники з'являються як ігрові персонажі, з якими можна вступати в бій або самим за них боротися.

## Аніме

### Створення
Головним режисером екранізації виступав Наокацу Чуда, відомий роботою над попередніми екранізаціями Jojo — Phantom Blood, Battle Tendency та Stardust Crusaders, сценаристом виступав Ясуко Кобаясі. За дизайн персонажів відповідав Такахіро Кісіда, примітно, що саме він відповідав за дизайн персонажів аніме-екранізації Baoh 1989 року, а також авторства Хірохіко Аракі. Директором анімації був Сюньїті Ісімото. Над проєктом також працювали два нових режисера — Ясухіро Кімура та Такасі Такахасі.
Такоміцу Суеосі, один з продюсерів аніме-екранізації Golden Wind зауважив, що на відміну від попередніх серіалів за мотивами Jojo, головний герой Джорно Джованна не був простим захисником справедливості, його спосіб життя давав зрозуміти, що йдеться про вкрай неоднозначний персонаж, але вкрай прямоліній у плані того, у що він вірить. Спілкуючись із творцем манґи-оригіналу, автор Хірохіко Аракі зауважив, що хотів проілюструвати красивих і сексуально привабливих чоловіків більше, ніж колись раніше (у попередніх частинах манґи франшизи Jojo) і ця особливість мала бути відображена і в аніме-екранізації, творці поставили перед собою ціль зобразити героїв ще красивіше і яскравіше, ніж у манґі. Хіроюкі Оморі, інший продюсер зауважив, що якщо як правило в аніме-серіалі важливо зробити одного з головних героїв привабливим для глядачів, то у випадку з Golden Wind необхідно було створити відразу велику кількість привабливих персонажів, Оморі зізнався, що саме привабливість героїв стала ймовірно головною причиною популярності серіалу, яка навіть різко зросла за появи головної команди кілерів-антагоністів.
Одна з головних проблем під час створення серіалу полягала у дизайні персонажів; персонажі Аракі витримані в яскравому та авторському стилі, їх незвичайний одяг рясніє деталями, в результаті аніматорам доводилося промальовувати кожну деталь одягу у всіх сценах, на що було витрачено багато часу та ресурсів. Крім іншого, творці зізналися, що крім вираженого авторського стилю персонажів, їм було необхідно грамотно екранізувати вкрай незвичайну за мірками манґи історію, щоб глядачі не сприйняли побачене на екрані як повний хаос, особливо складною сценою було переселення душ головних героїв зі слів Оморі. Крім того, сценаристи додали в серіал передісторію з Фуго, якої не було в оригінальній манґі, і перед цим проконсультувалися з автором оригіналу Хірохіко Аракі. У цілому нині творці прагнули попри все, суворо дотримуватися канонів манґи і тому боялися порушувати у сюжеті баланс між комедією та драмою, з якою «в оригінальній манґі був проблем».
Оморі зізнався, що сценаристи та аніматори вклали всю душу у свій проект і мали намір досконально його опрацювати та зробити найвражаючішою адаптацією Jojo. Заради чого директори їздили до Італії, вивчали вулиці міст, де розгортається сюжет. Це також спричинило більш тривалий хіатус між випуском Golden Wind і попереднім серіалом Diamond is Unbreakable. Майже у кожній сцені аніме-серіалу з'являються реальні вулиці італійських міст. Аніматори ставили собі за мету зобразити справжність навколишнього простору, побутового життя Італії та її культури, проте за задумом режисера, глядач повинен був відчути італійську атмосферу через зображення неба, моря і вітру. Для чого також було додано ряд коротких оригінальних сцен, наприклад, де Джорно купує морозиво дітям.

### Випуск
Випуск аніме-серіалу планувався у жовтні 2018 року, який мав стати продовженням аніме-екранізації франшизи JoJo's Bizarre Adventure, випуск якої розпочався ще у 2012 році. Так натяки на майбутню екранізацію з'являлися в аніме Diamond Is Unbreakable . За версією іспанського сайту Culturgeek, екранізація Golden Wind увійшла до списку найочікуваніших аніме в 2017. У січні 2018 року стало відомо, що видавництво Shueisha зареєструвало торгову марку Golden Wind.
Анонс четвертого сезону за мотивами частини Golden Wind відбувся 21 червня 2018, про вихід особисто повідомив Хірохіко Аракі, творець оригінальної манґи, під час трансляції на Youtube. Перша серія була продемонстрована 5 липня на аніме-фестивалі Anime Expo. Офіційний вихід першої серії відбувся 5 жовтня 2018 року на телеканалі Tokyo MX. Показ закінчився 28 липня 2019 року, всього було показано 39 серій.
У січні 2019 року в результаті голосування сайт Crunchyroll визнав Golden Wind як аніме з кращим дизайном року.

## Музика
Як основний композитор виступав Юго Канно, який також писав музичні супроводи до попередніх екранізацій Jojo.
Відкриваючу тему до аніме — Fighting Gold виконує японський співак під псевдонімом Coda, який вже раніше виконував музику до опенінгів попередніх частин аніме-екранізацій JoJo. Друга тема — Uragirimono no Requiem у виконанні японського співака Даїсуке Хасегави. Закриваюча тема до аніми — R&B Freek'n You 1995 року випуску у виконанні американської групи Jodeci. Друга закриваюча тема — Modern Crusaders з альбому The Screen Behind the Mirror німецького музичного проекту Enigma.
Працюючи над музикою опенінгів до аніме, Хіроюкі Оморі, один з головних продюсерів зауважив, що творці при роботі над опенінгами до Jojo завжди спочатку працювали над основною музичною композицією і тільки потім шукали співака з найбільш підходящим голосом для конкретної пісні. Однак їм у минулому дуже сподобалася співпраця співробітництво композитора Тосіюкі Оморі та співака Coda, в результаті якого був створений сингл «Bloody Stream», тому вони вирішили повернути цей дует для запису синглу «Fighting Gold», в тому числі побоюючись, що з-за вже збільшеної популярності франшизи Jojo існував ризик того, що глядачі могли б не однозначно оцінити нового композитора і співака.
Перед створенням композицій, продюсери проконсультувалися з автором манґи Хірохіко Аракі, який зауважив, що при створенні манґи, надихався гангстерським репом та музикою R&B, зокрема продюсери та Аракі зійшлися в ідеї як закриваючу тему кожної серії використовувати сингл Freek'n You 1995 року репера Jodeci.

## Сприйняття
Японське турагентство Kinki Nippon Tourist Kanto організували для японських туристів спеціальні тури до Італії пам'ятками та місцями, які фігурували в манґі Golden Wind.

### Критика
Федеріко Ло Джудіче, критик сайту culturageek назвав п'яту частину однієї з найкращих та популярних частин «геніальної» франшизи Jojo's Bizarre Adventure. Представник сайту Isolailyon зазначив, що Golden Wind набуває різкого контрасту з попередніми частинами, що відрізняються своєю безтурботністю і карикатурністю. Зокрема світ Golden Wind переповнений несправедливістю та болем. Сюжет дає поглиблене вивчення індивідуальних історій основних героїв та їх психологічна взаємодія. Глибокий сенс робить бойові бої другорядними. Також помітна і подальша еволюція художнього стилю Аракі із м'язистих чоловіків. Кожен персонаж граціозний і являє гомо-еротичний образ. Редакція CBR окремо помітила красиве і «приголомшливо достовірне» зображення міст та природних пейзажів Італії в аніме-екранізації.

### Меми
Декілька сцен з манґи стали інтернет-мемом в англомовному інтернеті, наприклад сцена, де Бруно Бучелаті лиже обличчя Джорно, щоб перевірити його на брехню. Цей мем отримав назву This Is The Taste Of A Liar (це смак брехуна). За мотивами сцени були створені різні арти, найвідомішим з яких стала пародія із зображенням Губки Боба і Патріка з мультфільму Губка Боб Квадратні Штани.
Інший мем під назвою It Just Works (це просто працює) пов'язаний зі стендом Дияволо — King Crimson, і виник на тлі суперечливих здібностей стенда та неякісного перекладу діалогів сцен англійською мовою. Сенс мема полягає в тому, що щось працює незважаючи на неможливі умови або очевидні протиріччя.
Також із виходом сьомого епізоду у всесвітньому павутинні з'явилася тонна пародій на сцену з танцями з цього ж епізоду. Прикладом є підстановка замість оригінальної пісні Benny Benassy — Satisfaction, так як у російськомовному сегменті часто пов'язують цю сцену з вищезгаданою піснею.
Також є момент із головної теми. Піаніно, яке віщує перемогу в будь-якій ситуації.